# Sami (nome)
Sami (in alfabeto arabo: سامي, traslitterato anche come Saami) è un nome proprio di persona arabo e turco maschile.

## Varianti
Femminili
- Arabo: سامية (Samiya, Samia, Saamia, Saamiya)[2][4][5]
- Turco: Samiye[4]

## Origine e diffusione
Riprende un termine arabo che significa "elevato", "esaltato", "supremo", "sublime". Va notato che questo nome coincide con un ipocoristico del nome Samuele usato in diverse lingue.

## Persone

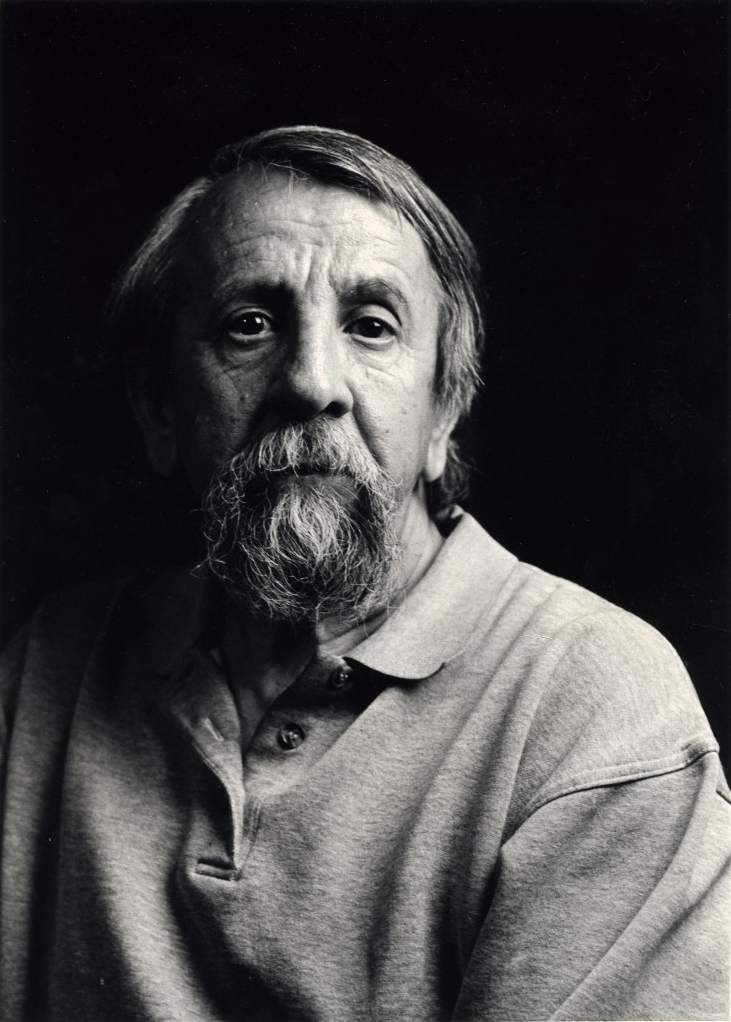
Sami Aldeeb

- Sami al-Hinnawi, militare e politico siriano
- Sami Al-Jaber, calciatore saudita
- Sami Aldeeb, avvocato palestinese naturalizzato svizzero
- Sami Bentil, artista ghanese
- Sami Bouajila, attore francese
- Sami Khedira, calciatore tedesco
- Sami Michael, scrittore iracheno naturalizzato israeliano
- Sami Tchak, scrittore togolese
- Sami Trabelsi, calciatore e allenatore di calcio tunisino
- Sami Yusuf, cantautore britannico

### Variante femminile Samia
- Samia Doumit, attrice statunitense

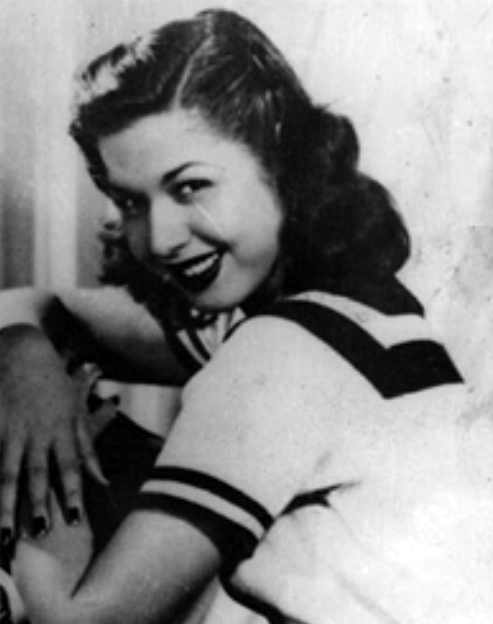
Samia Gamal

- Samia Gamal, ballerina e attrice egiziana
- Samia Ghali, politica francese
- Samia Nkrumah, politica ghanese
- Samia Yusuf Omar, velocista somala